# Bogdan Snarski
Bogdan Stanisław Snarski (ur. 12 lipca 1914 w Dąbrowie Górniczej, zm. 25 października 1976 w Inowrocławiu) – lekarz, propagator balneologii i zachowawczego leczenia geriatrycznego, założyciel pierwszego w Polsce sanatorium geriatrycznego.

## Życiorys
Absolwent gimnazjum w Sosnowcu. W latach 1931–1937 studiował medycynę na Wydziale Lekarskim Uniwersytetu Adama Mickiewicza. Przeszkolenie wojskowe przeszedł w Centrum Wyszkolenia Sanitarnego w Warszawie, po czym podjął pracę w Państwowym Zakładzie Higieny w Warszawie pod kierownictwem prof. dr Ludwika Hirszfelda. Żołnierz kampanii wrześniowej, uczestniczył w obronie Warszawy.
W czasie okupacji lekarz wiejski w powiecie łukowskim i jednocześnie żołnierz Okręgu Lublin Armii Krajowej.
Od 1945 organizował służbę zdrowia na Dolnym Śląsku, pełniąc funkcję naczelnika wojewódzkiego wydziału zdrowia w Trzebnicy, Legnicy i Wrocławiu, a następnie naczelnego lekarza Uzdrowisk Dolnośląskich. Po rozwiązaniu tej instytucji był naczelnym lekarzem i ordynatorem uzdrowiska Szczawno-Zdrój, a następnie lekarzem i dyrektorem uzdrowiska Świeradów-Zdrój. Od 1953 naczelny lekarz (do 1971), ordynator oddziału reumatologii, oraz zastępca dyrektora PP „Uzdrowisko-Inowrocław” ds. lecznictwa. W latach 1955 i 1956–1958 dyrektor naczelny uzdrowiska.
Jako balneolog w 1954 zorganizował pierwszy po II wojnie światowej zjazd polskich balneologów. Prekursor leczenia geriatrycznego, w 1958 doprowadził do otwarcia w Zakładzie Przyrodoleczniczym pierwszego w kraju sanatorium geriatrycznego (cieszącego się dużą popularnością i istniejącego do 1988), którym kierował do śmierci. W 1965 z jego inicjatywy doszło do powstania Hepatologicznego Ośrodka Naukowo-Badawczego.
12 listopada 1946 został odznaczony Złotym Krzyżem Zasługi. 
Był mężem Ireny Ewy Snarskiej (1922–2012).
Zmarł w Inowrocławiu, pochowany na cmentarzu Parafii Zwiastowania NMP (lewa strona) przy ul. Libelta (sektor 6-11-16).

## Upamiętnienie
W 2014 w Sali Wystaw Czasowych Kujawskiego Centrum Kultury w Inowrocławiu w związku ze 100 rocznicą urodzin dr Snarskiego otwarto poświęconą mu wystawę zdjęć.
20 marca 2017 jedną z nowych ulic na inowrocławskim Rąbinie nazwano ul. Bogdana Snarskiego.